# П'ятибастіонна фортеця
П'ятибастіонна фортеця (яп. 五稜郭, ごりょうかく, ґорьо-каку) — фортеця-зірка у місті Хакодате префектури Хоккайдо. Перша і найбільша фортеця в Японії, збудована за європейським зразком бастіонної системи укріплень.

## Короткі відомості
План побудови П'ятибастіонної фортеці був запропонований сьоґунату Токуґава в липні 1854 року урядником Хакодате. Після підписання Канаґавського договору ця фортеця мала стати засобом стримування Російської імперії від просування на південь Японського архіпелагу. Будівельні роботи почалися 1857 року і завершилися 1864 року. Ними завідував Такеда Наруакі, вихідець з Одзу-хану провінції Ійо. Він самостійно опанував європейську науку фортифікації з імпортованих голландських книг.
Площа П'ятибастіонної фортеці становила 251,4 тисяч м², а висота стін — 5 м. Бастіони, зібрані у формі пентаграми, дозволяли вести постійний обстріл противника з фортеці під будь-яким кутом. На південному заході розташовувався равелін. Уся конструкція була обненсена ровом, наповненим водою, що також був укріплений валом. На території фортеці знаходилося понад 30 службових будівель та вежа, для спостереження за ймовірним противником.
В травні 1868 року Імператорський уряд відкрив на території фортеці міський суд Хакодате, головою якого призначив Сімідзудані Кіннару. Проте після битви при Хакодате вона перейшла до рук сепаратистів на чолі з Еномото Такеакі, які проголосили на Хоккайдо республіку Едзо. Фортеця залишалася за ними до червня 1869 року, після чого була здобута Імператорськими військами. Під час збройного конфлікту більшість будівель і вежа були пошкоджені.
1873 року П'ятибастіонна фортеця перейшла у відомство Міністерства Армії Японії. Проте 1914 року її переобладнали на міський парк сакур, а 1952 року занесли до реєстру особливих історичних пам'яток Японії. З другої половини 20 століття на території фортифікаційного комплексу працює філія Музею Хакодате та музей-арсенал.